# Ahmad Reza Zendeh Rouh
Ahmad Reza Zendeh Rouh (tiếng Ba Tư: احمدرضا زنده روح; sinh ngày 9 tháng 7 năm 1992) là một tiền vệ chạy cánh người Iran hiện tại thi đấu cho Gostaresh Foulad ở Persian Gulf Pro League.

## Sự nghiệp
Zendeh Rouh dành toàn bộ sự nghiệp với Mes Kerman.

## Thống kê sự nghiệp câu lạc bộ
- Last Update:  6 tháng 8 năm 2018

| Thành tích câu lạc bộ | Thành tích câu lạc bộ | Thành tích câu lạc bộ | Giải vô địch | Giải vô địch | Cúp       | Cúp       | Châu lục | Châu lục  | Tổng cộng | Tổng cộng |
| Mùa giải              | Câu lạc bộ            | Giải vô địch          | Số trận      | Bàn thắng    | Số trận   | Bàn thắng | Số trận  | Bàn thắng | Số trận   | Bàn thắng |
| Iran                  | Iran                  | Iran                  | Giải vô địch | Giải vô địch | Cúp Hazfi | Cúp Hazfi | Châu Á   | Châu Á    | Tổng cộng | Tổng cộng |
| --------------------- | --------------------- | --------------------- | ------------ | ------------ | --------- | --------- | -------- | --------- | --------- | --------- |
| 2009–10               | Mes Kerman            | Pro League            | 0            | 0            |           |           | –        | –         |           |           |
| 2010–11               | Mes Kerman            | Pro League            | 0            | 0            |           |           | –        | –         |           |           |
| 2011–12               | Mes Kerman            | Pro League            | 14           | 0            |           |           | –        | –         |           |           |
| 2012–13               | Mes Kerman            | Pro League            | 16           | 0            | 0         | 0         | –        | –         | 16        | 0         |
| 2013–14               | Mes Kerman            | Pro League            | 17           | 0            | 0         | 0         | –        | –         | 17        | 0         |
| 2014–15               | Mes Kerman            | Azadegan League       | 25           | 6            | 0         | 0         | –        | –         | 25        | 6         |
| 2015–16               | Mes Kerman            | Azadegan League       | 33           | 3            | 0         | 0         | –        | –         | 33        | 3         |
| 2016–17               | Mes Kerman            | Azadegan League       | 27           | 5            | 1         | 0         | –        | –         | 28        | 5         |
| 2017–18               | Gostaresh Foolad      | Pro League            | 28           | 0            | 3         | 0         | –        | –         | 31        | 0         |
| Tổng cộng sự nghiệp   | Tổng cộng sự nghiệp   | Tổng cộng sự nghiệp   | 132          | 14           | 4         | 0         | –        | –         | 136       | 14        |

|Mes Kerman||Pro League

## Sự nghiệp quốc tế

### U 22
Anh được triệu tập bởi Ali Reza Mansourian để tham gia trại huấn luyện tại Ý.